# Dalechampia trifoliata
Dalechampia trifoliata là một loài thực vật có hoa trong họ Đại kích. Loài này được Peter ex Verdc. & Greenway mô tả khoa học đầu tiên năm 1952.